# 柯维修道院
柯维修道院（德語：Fürststift Corvey、Fürstabtei Corvey）是德国北莱茵-威斯特法伦的一座前本笃会修道院。中世纪晚期到1792年科维主教是采邑主教时，它是神圣罗马帝国六座自治的采邑修道院之一，拥有大面积的土地。在1803年德意志世俗化过程中，其土地丧失。2014年，修道院教堂成为联合国教科文组织世界遗产，修道院873年至885年间修建的原始建筑Westwerk至今还保留完好。

## 历史
在撒克逊战争中，法兰克国王查理曼获胜，将撒克逊领土纳入他的帝国，并开始了撒克逊人的基督教化。他想在萨克森建立一座修道院，虔誠者路易将想法付诸实施，他于815年在帕德博恩的一次教会会议上宣布在威悉河东建立一座修道院。它位于一个名为赫蒂斯（Hethis）的地方。第一批僧侣于816年从皮卡第的本笃会修道院科比修道院（Corbie Abbey）的抵达。由于选择的位置不合适，僧侣们选择在822年搬到现在的位置，新修道院被称为“新柯比”（Nova Corbeia ；古德语中即Corvey）。:4
科维的第一任修道院长是查理曼大帝的堂弟科比的阿达拉尔（Adalard of Corbie）。823年，圣安斯加尔创立了修道院学校。826年，它成为一座独立的修道院，供奉司提反。833年，它成为法兰克王国境内莱茵河以东第一个获得铸币权的地方。:4–7
836年，聖維特的遗体由巴黎附近的圣但尼圣殿修道院转交给柯维。由于他是十四救难圣人之一，在中世纪非常受欢迎，柯维因此成为朝圣者的圣地，也因此成为中欧最富有的修道院之一。其院长在世俗事务上直接对皇帝负责。:7
它很快又因其学校而闻名，该学校培养了许多著名的学者，其中包括10世纪撒克逊历史学家科维的维杜金德。在叙任权斗争中，其修道院长与撒克逊贵族站在一起反对神圣罗马帝国皇帝亨利四世。
修道院还参与了11世纪天主教会的改革尝试，还建立了许多附属修道院。:8
1146至1158年，维瓦尔德（Wibald）担任修道院长，修道院迎来了最后的繁荣时期。修道院周围发展出了一个大型城镇。:8

### 衰落
1265年，邻近的赫克斯特与帕德博恩主教结盟，摧毁了柯维镇并破坏了修道院。该镇之后没能得到重建，在接下来的几十年中沦落为一个小村庄。这一事件标志着修道院长期衰落的开始。:8
1634年三十年戰爭期间，修道院建筑被军队洗劫，只有Westwerk幸存。:8
当地花了几十年的时间才从战争的破坏中恢复过来。1665 年，明斯特主教克里斯托夫·伯恩哈德·冯·盖伦 (Christoph Bernhard von Galen) 成为修道院修道院长开启重建工作。除去加洛林式的Westwerk外， 新建筑完全采用哥特式风格。:10
1803年，柯维采邑主教区在拿破仑一世时世俗化，并短暂地成为拿騷-奧蘭治-富爾達親王國一部分。1807年，它成为热罗姆·波拿巴威斯特法倫王國的一部分。1815年维也纳会议后，柯维落入普魯士王国。1820年，它被赠予維克多·阿瑪迪斯:10–11。

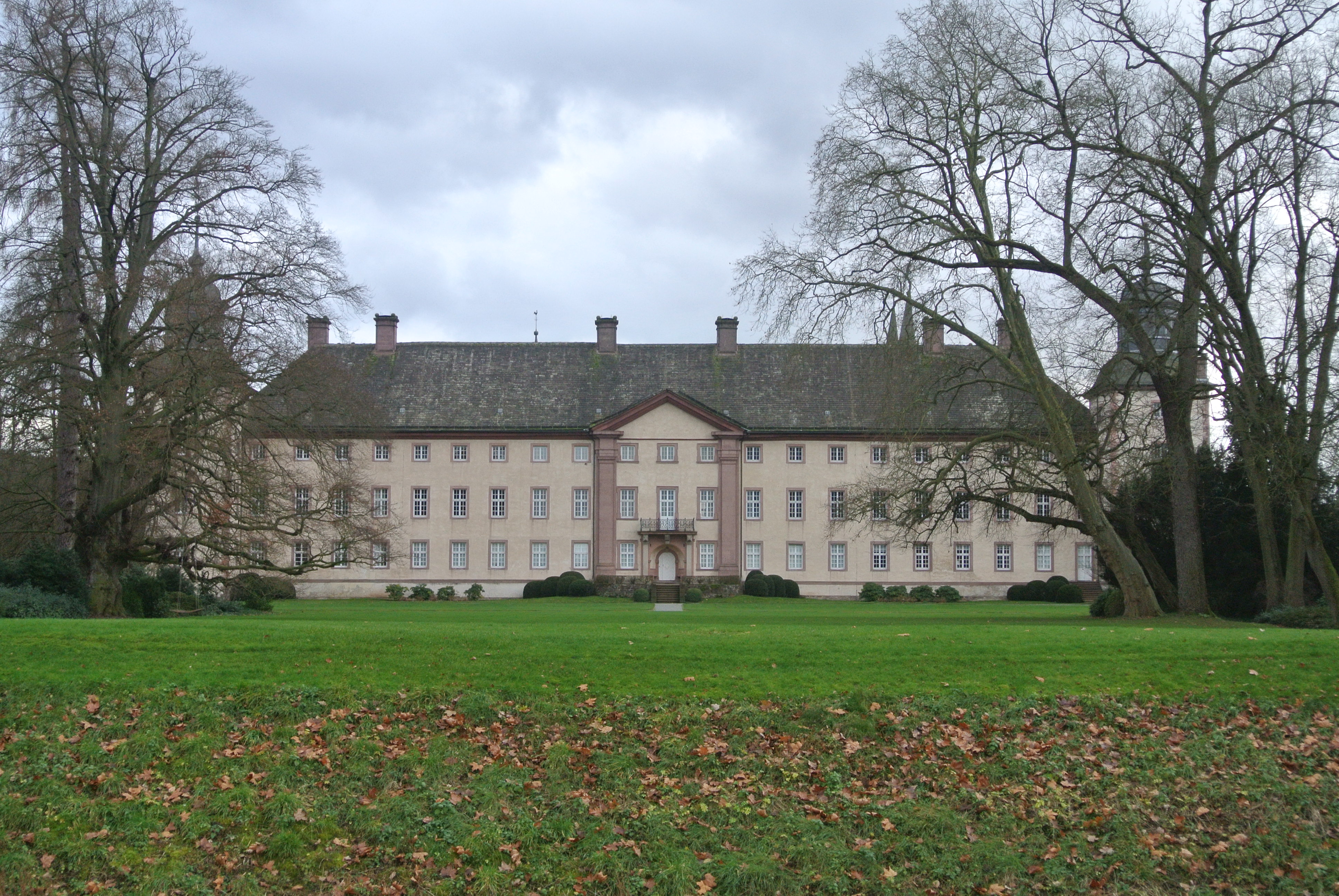
柯维修道院北部

维克托·阿玛迪斯将修道院重建为宫殿式建筑。1834年，修道院落入霍恩洛厄家族成员维克多·冯·霍恩洛厄-席林菲尔斯特 ( Victor von Hohenlohe-Schillingfürst )手中。1840年，普鲁士国王弗雷德里克·威廉四世授予他拉蒂博尔公爵和柯维亲王（Herzog von Ratibor und Fürst von Corvey）头衔。:11
虽然柯维在1803年后已经不再作为一个政治实体存在，但它直到1825年仍是一个教区。:10
修道院建筑群于2014年6月成为联合国教科文组织世界遗产。